# Bukovica (gmina Renče-Vogrsko)
Bukovica – wieś w Słowenii, w gminie Renče-Vogrsko. W 2018 roku liczyła 453 mieszkańców.